# Strada di classe L
La strada di classe L è una classe di strade istituita in Polonia e formalizzata nel Dziennik Ustaw numero 43 posizione 430 del 2 marzo 1999. Le strade di categoria L possono essere voivodatali oppure distrettuali.
| Velocità progettata [km/h]                                                                    | Velocità progettata [km/h]                                      | Velocità progettata [km/h]                                      | 30                         | 40                         | 50                         |
| Larghezza minima della strada fra le linee di demarcazione [m]                                | 1 carreggiata                                                   | 2 corsie                                                        | 12                         | 12                         | 12                         |
| Larghezza minima della strada fra le linee di demarcazione al di fuori dei centri abitati [m] | 1 carreggiata                                                   | 2 corsie                                                        | 15                         | 15                         | 15                         |
| Larghezza delle corsia [m]                                                                    | nel centro abitato                                              | nel centro abitato                                              | 3,0                        | 3,0                        | 3,0                        |
| Larghezza delle corsia [m]                                                                    | al di fuori dei centri abitati                                  | al di fuori dei centri abitati                                  | 2,5-2,75                   | 2,5-2,75                   | 2,5-2,75                   |
| Larghezza del ciglio della strada sterrato [m]                                                | Larghezza del ciglio della strada sterrato [m]                  | Larghezza del ciglio della strada sterrato [m]                  | 0,75                       | 0,75                       | 0,75                       |
| Distanza minima fra il marciapiede ed il bordo della strada [m]                               | Distanza minima fra il marciapiede ed il bordo della strada [m] | Distanza minima fra il marciapiede ed il bordo della strada [m] | bezpośrednio przy krawędzi | bezpośrednio przy krawędzi | bezpośrednio przy krawędzi |
| Altezza minima della sagoma limite [m]                                                        | Altezza minima della sagoma limite [m]                          | Altezza minima della sagoma limite [m]                          | 4,5                        | 4,5                        | 4,5                        |